# دفاق
مركز وادي دفاق  أحد المراكز الادارية التابعة لمحافضة بحره التابعة ( لمنطقة مكة المكرمة.)

## وصف مركز وادي دفاق
يقع مركز وادي دفاق جنوب مكه المكرمه و يبعد المركز عن مدينة مكة المكرمة حوالي 55 كيلو متر بإتجاه الجنوب ويقع شمال محافضة الليث ، نوع الطريق الرابط بين المدينتين هو طريق أسفلتي  يربط مكة المكرمة بالشفا عابراً وادي دفاق ويبدأ طريق وادي دفاق بعد نقطة تفتيش البيضاء ويمر بداية الطريق بقرية ام الزله الى طريق الشفا يسار وطريق قرى ( الملحاء ، المرخه ، المريخه ) من اليمين وينقطع الطريق عند قرية المريخه أقرب مدينة أو قرية بها تعليم هي أم الزلة التي تبعد عن مركز مكة المكرمة حوالي 55 كيلو متر. أما أقرب مدينة أو قرية بها مركز صحي فهي أم الراكه التي تقع بين وادي دفاق ومكة المكرمة ، وتبعد عن مكة المكرمة 40 كيلو متر وعن وادي دفاق 15 كيلو متر

## مساحة مركز وادي دفاق
مساحة مركز وادي دفاف تقدر حوالي
714.01 كم2 ويبلغ عدد السكان 3375 نسمه
بكثافة عامه 4.7 شخص /كم.2

## الاودية التابعة لمركز وادي دفاق
- وادي دفاق

- وادي إدام

- وادي مرخه

- وادي رين

- وادي الفرط

## القرى التابعة لمركز وادي دفاق
قرية دفاق
قرية ام الزله
قرية الملحاء
قرية المرخه
قرية المريخه
قرية حوية نمار

## سكان مركز وادي دفاق
1. ال شين من الجحادلة
2. الضعفين ( السلم و الهرشه و العفره) من الجحادله
3. القرح من هذيل
4. ال محمود من هذيل